# Ayane Sakura
Ayane Sakura  (Tokio, Japón, 29 de enero de 1994) es una actriz de voz, narradora y cantante japonesa, afiliada a Aoni Production.
Ha participado en series como High School DxD, Psycho-Pass y Sailor Moon Crystal, entre otras. Junto con su colega Saori Ōnishi, fue condecorada como la "Mejor Actriz de Reparto" en la 12.º ceremonia de los Seiyū Awards. Ambas también han sido ganadoras en la categoría "Mejor Personalidad Radial" en la misma ceremonia.

## Filmografía

### Anime
2002
- Azumanga Daioh como Kaori.

2003
- Nanaka 6/17 como Lasen Kazamatsuri

2010
- Ōkami-san to Shichinin no Nakama-tachi como Futaba.
- Ore no Imōto ga Konna ni Kawaii Wake ga Nai como Mikoto (cap. 5).

2011
- Boku wa Tomodachi ga Sukunai como Yozora "Sora" Mikazuki (joven).
- Hōrō Musuko como Isawa y Nagasawa.
- Ro-Kyu-Bu! como Hijiri Kuina.
- Sacred Seven como Ayane.
- Yumekui Merry como Merry Nightmare.

2012
- Joshiraku como Marī Buratei.
- Kokoro Connect como Anzu Kiriyama.
- Kono Naka ni Hitori, Imōto ga Iru! como Miyabi Kannagi.
- Mobile Suit Gundam AGE como Remi Ruth.
- Muv-Luv Alternative: Total Eclipse como Gisele Adjani.
- Papa no Iukoto o Kikinasai! como Luna Noir.
- Pretty Rhythm: Dear My Future como Ayami Ōruri, Yammy y Yun-su (joven).
- Psycho-Pass como Mika Shimotsuki (cap. 6).
- Sket Dance como Reality Majo.
- Tari Tari como Nao Ise.

2013
- Aiura como Mei Yanase.
- Battle Spirits: Sword Eyes Gekitōden como Konoha y Lagar.
- Boku wa Tomodachi ga Sukunai NEXT! como Yozora "Sora" Mikazuki (joven).
- Gen'ei o Kakeru Taiyō como Fuyuna Shinzaki.
- High School DxD New como Gasper Vladi.
- Infinite Stratos 2 como Chloe Chronicle.
- Kimi no Iru Machi como Asuka Mishima.
- Love Lab como Yuiko "Eno" Enomoto.
- Love Live! como Arisa Ayase.
- Non Non Biyori como Natsumi Koshigaya.
- Ore no Imōto ga Konna ni Kawaii Wake ga Nai. como Akimi Sakurai.
- Pretty Rhythm: Rainbow Live como Rinne y Hijiri Himuro (joven).
- Ro-Kyu-Bu! SS como Hijiri Kuina.
- Tokyo Ravens como Suzuka Dairenji.
- Uchōten Kazoku como Kaisei Ebisugawa.
- Vividred Operation como Akane Isshiki.

2014
- BONJOUR Sweet Love Patisserie como Ran Mochizuki.
- Gekkan Shōjo Nozaki-kun como Asuka.
- Girl Friend BETA como Kazuha Kumada.
- Gochūmon wa Usagi Desu ka? como Cocoa Hoto.
- Gokukoku no Brynhildr como Chie.
- Knights of Sidonia como Mozuku Kunato.
- Mikakunin de Shinkoukei como Nadeshiko Kashima.
- Psycho-Pass 2 como Mika Shimotsuki.
- Seikoku no Dragonar como Silvia Lautreamont.
- Seirei Tsukai no Bladedance como Velsaria Eva Fahrengart.
- Selector Infected WIXOSS como Yuzuki Kurebayashi.
- Selector Spread WIXOSS como Yuzuki Kurebayashi.
- Shigatsu wa Kimi no Uso como Tsubaki Sawabe.
- Terra Formars como Eva Frost.
- Trinity Seven como Levi Kazama.
- Z/X Ignition como Type.II.

2015
- Aquarion Logos como Maia Tsukigane.
- Charlotte como Nao Tomori.
- Danna ga Nani o Itteiru ka Wakaranai Ken como Akiko Toshiura.
- Denpa Kyōshi como Kisaki Tenjōin/Sachiko Tanaka.
- Gochūmon wa Usagi Desu ka?? 2 como Cocoa Hoto.
- Hidan no Aria AA como Akari Mamiya.
- High School DxD BorN como Gasper Vladi.
- Unlimited Fafnir como Tear Lightning.
- Kancolle como Jintsū, Kuma, Mutsu, Nagato, Naka, Sendai, Shimakaze y Tama.
- Knights of Sidonia: War of the Ninth Planet como Mokuzu Kunato.
- Military! como Teniente Segunda Haruka.
- Nisekoi: como Haru Onodera.
- Non Non Biyori Repeat como Natsumi Koshigaya.
- OverLord como Solution Epsilon.
- Seiken Tsukai no World Break como Katia Eskevna Honda.
- Show by Rock!! como Moa.
- Sore ga Seiyū! como Sayo-chan.
- Utawarerumono: Itsuwari no Kamen como Ululu y Sarana.
- Yahari Ore no Seishun Love Come wa Machigatteiru. Zoku como Iroha Isshiki.

2016
- Ange Vierge como Eins Exaura.
- Boku no Hero Academia como Ochaco Uraraka.
- Chain Chronicle como Phina.
- DAYS como Sayuri Tachibana.
- Kono Bijutsubu ni wa Mondai ga Aru! como Magical Ribbon.
- Mahō Shōjo Ikusei Keikaku como La Pucelle.
- Occultic;Nine como Ryoka Narusawa.
- Orange como Rio Ueda.
- Regalia: The Three Sacred Stars como Rena.
- RS Keikaku -Rebirth Storage- como Kaori Shimizu.
- ViVid Strike! como Jill Stora.

2017
- Ai Mai Mi 3 como Sachie/Yukie.
- Atom: The Beginning como Ran Ochanomizu.[3]
- Ballroom e Youkoso como Shizuku Hanaoka.[4]
- Battle Girl High School como Subaru Wakaba.
- Boku no Hero Academia 2.º temporada como Ochaco Uraraka.
- Houseki no Kuni como Bort.[5]
- Los viajes de Kino como Tii.[6]
- Seiren como Hikari Tsuneki.
- Tsurezure Children como Ryouko Kaji.
- Uchōten Kazoku 2 como Kaisei Ebisugawa.[7]

2018
- Alice or Alice: Siscon Niisan to Futago no Imouto como Rise.
- Boku no Hero Academia 3.º temporada como Ochaco Uraraka.
- Tokyo Ghoul: re como Saiko Yonebayashi.
- Basilisk: Ouka Ninpouchou como Utsutsu.[8]
- Grancrest Senki como Layla.[9]
- High School DxD Hero como Gasper Vladi.
- Ryūō no Oshigoto! como Yashajin Ai.
- Sunoharasou no Kanrinin-san como Nana Sunohara.
- Sword Gai: The Animation como Midoriko.
- Kishuku Gakkou no Juliet como Hasuki Komai

2019
- Assasin's Pride como Nerva Martillo
- BanG Dream! 2nd Season como Ran Mitake.
- Boku no Hero Academia 4.º temporada como Ochaco Uraraka.
- Go-Tōbun no Hanayome como Yotsuba Nakano.
- Sewayaki Kitsune no Senko-san como Yasuko Koenji.

2020
- BanG Dream! 3rd Season como Ran Mitake.
- Black Clover como Secre Swallowtail
- Kami-sama ni Natta Hi como Hina Sato
- Magia Record como Felicia Mitsuki
- Attack on Titan como Gabi Braun
- Vladlove como Mitsugu Bamba
- Yahari Ore no Seishun Love Come wa Machigatteiru: Kan (III) como Iroha Isshiki
- Non Non Biyori Nonstop como Natsumi Koshigaya

2021
- Boku no Hero Academia 5.º temporada como Ochaco Uraraka
- Go-Tōbun no Hanayome ∬  como Yotsuba Nakano.
- Kanojo mo Kanojo como Saki Saki.
- Osananajimi ga Zettai ni Makenai Love Comedy como Shirokusa Kachi[10]
- Magia Record Season 2 como Felicia Mitsuki
- Tsuki ga Michibiku Isekai Dōchū como Tomoe
- Mieruko-chan como Yulia Niguredō[11]

2022
- Do It Yourself!! como Yasaku Rei
- Arknights: Prelude to Dawn como Nearl
- Legend of Mana: The Teardrop Crystal como Emeraude
- Kono Healer, Mendokusai como Thief
- Heroine Tarumono! como Hattori, Juri
- Koi wa Sekai Seifuku no Ato de como Hōjō, Anna
- Magia Record: Puella Magi Madoka Magica Gaiden como Felicia Mitsuki
- Princess Connect! Re:Dive Season 2 como Chieru
- Shadows House 2nd Season como Louise/Lou
- Kenja no Deshi o Nanoru Kenja como Amaratte
- 4-Nin wa Sorezore Uso wo Tsuku como Sekine
- Otome Game Sekai wa Mob ni Kibishii Sekai desu como Marie Fou Lafan
- Utawarerumono: Futari no Hakuoro como Uruuru Saraana
- Spy x Family como Fiona Frost
- Bleach: Sennen Kessen-hen como Shunsui Kyōraku (niño)
- My Hero Academia 6 como Ochako Uraraka

2023
- Spy Kyōshitsu como Sara
- Kōri Zokusei Danshi to Kūru na Dōryō Joshi como Otonashi
- MF Ghost como Ren Saionji
- KamiErabi God.app como Lall
- Kōri Zokusei Danshi to Kūru na Dōryō Joshi como Otonashi-san
- Watashi no Shiawase na Kekkon como Kaya Saimori

2024
- My Hero Academia 7 como Ochako Uraraka
- Oroka na Tenshi wa Akuma to Odoru como Lily Amane
- Ranma ½ como Kodachi Kuno
- Dandadan como Aira Shiratori
- Grendizer U como Naida Baron

2025
- Ameku Takao no Suiri Karte como Takao Ameku
- Bad Girl como Marimo Nishikawa
- Sakamoto Days como Lu Shaotang

### OVAs
- Asagao to Kise-san como Tomoka Kase
- Boku no Hero Academia: Training of the Dead como Ochako Uraraka[12]
- Chain Chronicle como Phina y Touka
- Kono Naka ni Hitori, Imōto ga Iru! como Miyabi Kannagi
- Nogizaka Haruka no Himitsu: Finale como Yoshika Narayama
- Hyper Ultra Girlish:Super Elegant como Yutaka Dambrin
- Yahari Ore no Seishun Love Come wa Machigatteiru. Zoku como Iroha Isshiki
- Yahari Ore no Seishun Love Come wa Machigatteiru: Kan (III) como Iroha Isshiki
- Go-Tōbun no Hanayome~ como Yotsuba Nakano

### ONAs
2014
- Sailor Moon Crystal como Mii.

2016
- Flying Witch Petit como Kenny.
- IT Gijinka Keikaku: Gijinka de Manabo! como Ether.

2018
- Starly Girls: Episode Starsia como Hyakutake.

### Películas
2011
- Hotarubi no Mori e como Hotaru Takegawa.
- Takamichi Summer Works como Semi.

2013
- Gekijōban To Aru Majutsu no Index Endymion no Kiseki- como Ladylee Tangleroad.

2014
- Pretty Rhythm All Star Selection: Prism Show Best Ten como Ayami Ooruri y Rinne.

2015
- Love Live! The School Idol Movie como Ayase Arisa.
- Psycho-Pass: la película como Mika Shimotsuki.

2016
- Chain Chronicle: Haecceitas no Hikari como Phina.
- Gekijō-ban KanColle (rol sin confirmar).[13]

2017
- Ao Oni The Animation como Karin Minazuki.
- Girls und Panzer das Finale como Ogin.[14]

2018
- Boku No Hero Academia The Movie: Futari no Hero como Ochako Uraraka
- Non Non Biyori Movie: Vacation como Natsumi Koshigaya

2019
- BanG Dream! Film Live como Ran Mitake.
- El tiempo contigo como Ayane.

2021
- BanG Dream! Episode of Roselia II: Song I am. como Ran Mitake.
- BanG Dream! Film Live 2nd Stage como Ran Mitake.

2022
- Go-Tōbun no Hanayome the Movie como Yotsuba Nakano

2023
- Pretty Guardian Sailor Moon Cosmos: The Movie como Yaten Kō/Sailor Star Healer

### Especiales
2013
- Chocotan! como Nao Hatori.

2017
- DAYS Specials como Sayuri Tachibana.

### CD Drama
- Alice or Alice: Siscon Niisan to Futago no Imouto como Rise
- Futa×Moe FUTAMOE ~Futago no Onna no Ko ga Moe Moe de Nemurenai CD como Madoka Kisumi
- Suki-tte ii na yo como Megumi Kitagawa

### Radio Drama
- Ayane to Manami no Seiren Say 'You're Cute?' junto con Manami Numakura
- O/A como Harumi Tanaka y Yutaka Horiuchi

### Comerciales
- Voice Recipe de Maruchan como Yukiri Okamochi

### Videojuegos
- Azur Lane como Prinz Eugen, Ägir
- Arknigths como Nearl: The Radiant knight
- BanG Dream! como Ran Mitake
- Battle Girl High School como Subaru Wakaba.
- Blue Archive como Iori Shiromi[15]
- Blue Reflection como Yuri Saiki.[16]
- Boku No Hero Academia: One's Justice como Ochako Uraraka.
- Digimon New Century como Alice Yazawa.
- Dramatic RPG Kamitsuri como Nami.
- Enbure-! EMBLEM SAGA como Sagan.
- Fate/Grand Order como Medb/Maeve, Musashi Miyamoto y  Mochizuki Chiyome
- Genshin Impact como Yae Miko
- Girls X Battle como Scythe, Revolver, Sapphire.
- GranBlue Fantasy como Clarisse.
- Grisaia: Phantom Trigger como Tohka Shishigaya.[17]
- Honkai Impact 3 como Yae Sakura.
- Idol wo Tsukurou! como Saki Souya.
- Kantai Collection como Shimakaze.
- Kancolle como Shimakaze, Nagato, Mutsu, Kuma, Tama, Kiso, Sendai, Jintsū y Naka.
- Pretty Rhythm Rainbow Live: Kira Kira My☆Deco Design como Rinne.
- Shingeki no Bahamut como Alice.
- Starly Girls -Episode Starsia- como Hyakutake.
- Sword Art Online: Fatal Bullet como Kureha.
- UNDER NIGHT IN-BIRTH como Linne.
- Yahari Game demo Ore no Seishun Love Come wa Machigatteiru. Zoku como Iroha Isshiki.
- Yahari Game demo Ore no Seishun Love Come wa Machigatteiru. Kan como Iroha Isshiki.

### Tokusatsu
- Ohsama Sentai King-Ohger: Adventure Heaven como Devonica.
- Ohsama Sentai King-Ohger como Devonica.

## Música

### Preety Rhythm
- En Pretty Rhythm Dear My Future cantó el tercer opening Life is Just a Miracle ~Ikiteru tte Subarashii~ con Rumi Ookubo, Natsumi Takamori y Minami Tsuda. También interpretó el tema Mirage JET junto con Natsumi Takamori y Madoka Yonezawa.[18]
- En la temporada Pretty Rhythm Rainbow Live interpretó los temas gift y Sevendays Love, Sevendays Friend. Este último a dúo con Rumi Shishido.[19]
- Para la película Pretty Rhythm All Star Selection: Prism Show Best Ten volvió a interpretar gift y Mirage JET.[20]

### Gochūmon wa Usagi Desu ka?
- Para la primera temporada de la serie interpretó junto con Inori Minase, Risa Taneda, Satomi Satō y Maaya Uchida el opening Daydream café y el ending del último capítulo Nichijou Decoration.[21]
- Realizó el sencillo Gochuumon wa Usagi desu ka? Character Song Series 01 Kokoa (Kira Kira Shirushi wo Mitsuketara), basado en su personaje Kokoa. En su semana de lanzamiento alcanzó el puesto 26 de los rankings de venta japoneses, con 4.932 copias vendidas.[22]
- Como parte de "Petit Rabbit's with beans" participó del sencillo Gochuumon wa Usagi desu ka?? Dear My Sister ED "Sekai ga Cafe ni Nacchatta".[23]

### Show by Rock!!
Formando parte de "Plasmagica":
- Para la serie Show By Rock!!, interpretó el opening Seishun wa Non-Stop!, el ending Have a nice MUSIC!! y los temas Meikyu DESTINY y Ryusei Dreamline.[24]
- Participó del sencillo Show By Rock!! # IN "Plasma-ism / Kizuna Eternal". En su semana de lanzamiento vendió 1.838 copias.[25]
- CD del grupo, el cual fue lanzado con el videojuego Escape from Pyu~ru Land's Greatest Danger!.[26]
- Temas de "Plasmagica" y otros grupos de la franquicia como "Yasuharu Takanash", "Funta7" y "RegaSound" fueron recopilados en el CD Show By Rock!!OST Plus 2.[27]

### Otras trabajos
- Interpretó un tema para el videojuego Pretty Rhythm Rainbow Live: Kira Kira My☆Deco Design.
- Para la serie High School DxD New participó en el segundo ending Lovely ♥ Devil en compañía de Yōko Hikasa, Shizuka Itō, Azumi Asakura, Ayana Taketatsu y Risa Taneda.[28]
- Interpretó el opening de Joshiraku con Nozomi Yamamoto, Yoshino Nanjō, Kotori Koiwai y Saori Gotō.[29]
- Junto con Kaori Ishihara, Ayana Taketatsu, Asuka Ogame y Rina Hidaka interpretó el ending Heavenly Lover de la serie Kono Naka ni Hitori, Imōto ga Iru!.[30]
- Cantó el segundo ending Militarism! M700 ver. de la serie Military!.[31]
- Interpretó el ending de la serie Non Non Biyori en compañía de Kotori Koiwai, Rie Murakawa y Kana Asumi. Este tema también apareció en el OVA Okinawa e Ikukoto ni Natta.[32][33]
- Interpretó el ending MOST Ijou no "MOSTEST de la serie Seikoku no Dragonar junto con Mariya Ise y Marina Inoue en su primera versión. A ellas se le sumaron Asuka Oogame, Asami Shimoda y Kana Hanazawa para su tercera versión.[34]
- Participó en el segundo ending (SHaVaDaVa in AMAZING♪) de la serie Trinity Seven con Rie Murakawa.[35]
- Cantó en los endings 2, 3 y 4 (WE ARE ONE!, STEREO COLORS y Stray Sheep Story) junto con Rie Murakawa, Yuka Ootsubo y Aya Uchida, respectivamente para la serie Vividred Operation.[36]
- Interpretó el ending Yume to Kibou to Ashita no Atashi de Yumekui Merry.[37]
- Para la serie Love Lab cantó el opening Love Shitai—! y el ending Best Friends junto con Manami Numakura, Chinatsu Akasaki, Inori Minase y Yō Taichi.[38]
- Formando parte de "Princess", y junto con el grupo "ROUGE", participó del sencillo Pop☆Girls! / Unlock del videojuego Battle Girl Highschool. En su semana de lanzamiento este alcanzó el puesto 44 de ventas en Japón, con 2.809 copias vendidas.[22]
- Interpretó uno de los endings del anime Seiren: Shunkan Happening. Su sencillo fue lanzado el 25 de enero de 2017.[39]